# Llista d'episodis de Steins;Gate
Steins;Gate (シュタインズ・ゲート, Shutainzu Gēto) és una adaptació a anime d'una novel·la visual del mateix nom creat per 5pb. i Nitroplus. L'anime segueix un científic boig autoproclamat que es diu Rintaro Okabe. Juntament amb els seus amics, inventa un microones que pot enviar missatges de text al passat, cosa que el porta a descobrir que conserva la seva memòria entre línies de temps alternatives.
La sèrie està produïda per White Fox i es va emetre al Japó del 6 d'abril de 2011 fins al 13 de setembre de 2011. Un episodi d'animació de vídeo original es va publicar amb el volum final de BD/DVD el 22 de febrer de 2012. L'anime es va estrenar en català el 5 de desembre de 2023 al canal SX3 en motiu del Manga Barcelona, en un canal Pop-Up exclusiu. A partir del dia 21 de desembre de 2023 la sèrie apareixia com a part de la plataforma juvenil "EVA" de TVC, tot i que es continuava emetent al canal SX3.
Una seqüela en forma pel·lícula d'animació, Steins;Gate: l'àrea de càrrega del déjà-vu, es va estrenar el 20 d'abril de 2013 al Japó. A Catalunya es va estrenar el 14 de gener de 2024. També es van produir en col·laboració amb IBM una sèrie d'episodis breus d'animació en xarxa, titulats Steins;Gate: Sōmei Eichi no Cognitive Computing. El 2 de desembre de 2015, es va emetre una versió alternativa del 23è episodi en una reemissió de la sèrie per promocionar Steins;Gate 0 i la seva adaptació a anime.

## Llista d'episodis
La sèrie té com a opening la cançó «Hacking to the Gate» de la cantant Kanako Itō. L'ending es diu «Toki Tsukasadoru Jūni no Meiyaku» (刻司ル十二ノ盟約) de la cantant Yui Sakakibara. L'ending de l'episodi 22 es diu «Fake Verthandi», i sona en el mateix moment que a la novel·la visual. L'ending de l'últim episodi, el 23, és «Skyclad no Kansokusha» (スカイクラッドの観測者, Sukaikuraddo no Kansokusha) de la cantant Kanako Itō, que a més a més fa d'opening del videojoc.
| Núm. | Títol | Data d'emissió original | Data d'emissió en català |
| --- | --- | ----------------------- | ------------------------ |
| 1 | El pròleg de l'inici i del final Hajimari to Owari no Purorōgu (始まりと終わりのプロローグ)                                                                        | 6 d'abril de 2011       | 10 de desembre de 2023   |
| El fundador del laboratori d'artefactes del futur, Rintarô Okabe, i la seva amiga de la infantesa i membre del laboratori, Mayuri Shiina, es dirigeixen a una conferència sobre màquines del temps. Enmig de la conferència, l'Okabe coneix una noia que afirma haver parlat amb ell 15 minuts abans. Al cap de poc, apareix morta. | |                         |                          |
| 2 | La paranoia dels salts en el temps Jikan Chōyaku no Paranoia (時間跳躍のパラノイア)                                                                                | 13 d'abril de 2011      | 10 de desembre de 2023   |
| L'Okabe no pot creure que la noia que va veure morta sigui davant seu fent una conferència. És la Kurisu Makise, una investigadora neurocientífica. Per internet, l'Okabe coneix algú que es fa dir John Titor, l'home que l'any 2000 va fer rebombori autoproclamant-se viatger en el temps, però que ara sembla que ningú recorda excepte l'Okabe. Al laboratori, els experiments amb el telèfon microones continuen donant resultats estranys: transforma bananes en gelatina: gelananes.                                                                              | |                         |                          |
| 3 | La paranoia del procés paral·lel Heiretsu Katei no Paranoia (並列過程のパラノイア)                                                                                 | 20 d'abril de 2011      | 10 de desembre de 2023   |
| L'Okabe i en Daru reben la visita inesperada de la Kurisu Makise al laboratori. Tot i les picabaralles inicials entre l'Okabe i la Kurisu Makise, ella accepta formar part del laboratori, i tots tres intenten reproduir un esdeveniment inusual. El resultat, el telèfon microones és capaç d'enviar missatges al passat. Aquest fet trasbalsa la Kurisu, però també els porta a investigar la SERN i a descobrir part de l'agenda oculta d'aquesta organització científica.                                                                                            | |                         |                          |
| 4 | Confluència d'interpretacions teorètiques Kūri Hōkō no Randevū (空理彷徨のランデヴー)                                                                              | 27 d'abril de 2011      | 10 de desembre de 2023   |
| La recerca de l'Okabe i en Daru dona fruits i els porta a descobrir un fet inesperat i tètric en relació amb els experiments científics de la SERN. Però un estrany codi de programació els para els peus. L'Okabe decideix posar-se en contacte amb John Titor, el viatger del temps. Ell li confirma que l'IBN 5100 és l'únic aparell que pot accedir a informació interna de la SERN. L'Okabe es troba per casualitat la Kurisu, que manifesta reticència a tornar al laboratori. Quan tot semblava perdut, l'Okabe troba l'IBN 5100 en un lloc del tot inesperat.     | |                         |                          |
| 5 | La trobada de les càrregues elèctriques en col·lisió Denka Shōtotsu no Randevū (電荷衝突のランデヴー)                                                              | 4 de maig de 2011       | 10 de desembre de 2023   |
| L'Okabe i la Kurisu transporten l'IBN 5100 cap al laboratori. De camí es troben amb la Suzuha, que treballa al Taller Catòdics Braun. Ella demostra que té una forta aversió a la Kurisu, tot i ser la primera vegada que es veuen. Amb l'IBN 5100 en Daru aconsegueix desxifrar els informes secrets de la SERN i esbrinen quina mena d'experiments sobre viatges en el temps duen a terme des de fa 40 anys. | |                         |                          |
| 6 | La divergència de l'efecte papallona Chōyoku no Daibājensu (蝶翼のダイバージェンス)                                                                                | 11 de maig de 2011      | 17 de desembre de 2023   |
| Al laboratori d'artefactes del futur continuen experimentant amb èxit amb els missatges de correu que envien al passat i que ara anomenen D-mails. La Moeka, que es presenta al laboratori per veure l'IBN 5100, descobreix la mena d'experiments que hi estan duent a terme, i a l'Okabe no li queda més remei que nomenar-la membre del laboratori 005. | |                         |                          |
| 7 | Discrepàncies divergents Dansō no Daibājensu (断層のダイバージェンス)                                                                                              | 18 de maig de 2011      | 17 de desembre de 2023   |
| L'Okabe i la seva colla modifiquen el telèfon microones per enviar missatges al passat d'una manera més efectiva. Ara comprovaran si poden canviar el passat amb un bitllet de loteria. Malgrat els desacords amb la Kurisu i la Mayuri, l'Okabe hi insisteix i descobreix que ell pot retenir els records després d'haver alterat el passat i haver canviat de línia d'univers. Alertat pels canvis del seu voltant, consulta en Titor, que li posa sobre les espatlles el futur del món.                                                                                | |                         |                          |
| 8 | Homeòstasi de la Teoria del Caos Mugen no Homeosutashisu (夢幻のホメオスタシス)                                                                                    | 25 de maig de 2011      | 17 de desembre de 2023   |
| Tot i l'oposició de la Kurisu, l'Okabe continua fent experiments per comprovar si de debò poden canviar el passat. Però, sorprès, descobreix que arran d'un missatge innocent, un membre del laboratori ha desaparegut. Desconcertat, posa en dubte les teories d'en John Titor i, alhora, cada vegada és més conscient del seu do per retenir records dels passats viscuts en les diferents línies d'univers. Tot d'una, en Luka els fa una petició inusual que sembla impossible d'aconseguir i que els planteja un repte tecnològic.                                   | |                         |                          |
| 9 | L'homeòstasi de les il·lusions Gensō no Homeosutashisu (幻相のホメオスタシス)                                                                                      | 1 de juny de 2011       | 17 de desembre de 2023   |
| L'Okabe organitza una taula rodona amb els membres del laboratori i s'adona que, arran dels canvis que s'han produït en el passat a conseqüència dels D-mails, l'IBN 5100 ja no és al laboratori ni tampoc al temple Yanabayashi. En busca de pistes d'on trobar-lo, aniran a veure la Faris, que ha descobert el secret dels D-mails. | |                         |                          |
| 10 | L'homeòstasi de l'afinitat Sōsei no Homeosutashisu (相生のホメオスタシス)                                                                                          | 8 de juny de 2011       | 17 de desembre de 2023   |
| La Suzuha li explica a l'Okabe que està buscant el seu pare i que l'endemà tindrà l'oportunitat de retrobar-se amb ell. Mentrestant, l'Okabe rep un missatge enigmàtic que diu que l'estan observant. L'Okabe, veient que la Suzuha no torna de la trobada amb el seu pare, decideix enviar un D-mail. | |                         |                          |
| 11 | El dogma de la frontera de l'espai temps Jikū Kyōkai no Doguma (時空境界のドグマ)                                                                                  | 15 de juny de 2011      | 24 de desembre de 2023   |
| El laboratori d'artefactes del futur pot anar un pas més enllà amb els D-mails i el telèfon microones: transportar records al passat. D'altra banda, la Suzuha adverteix a l'Okabe que la Kurisu és una espia de la SERN. Al final, la Kurisu decideix explicar a l'Okabe què l'atura; però com a científica, decideix continuar amb el projecte. Aquella nit, l'Okabe rep un missatge esfereïdor. I, a més, descobreixen que l'ordinador del laboratori està connectat directament amb la SERN, i no saben quan s'ha produït aquesta connexió.                           | |                         |                          |
| 12 | El dogma del límit estàtic Seishi Genkai no Doguma (静止限界のドグマ)                                                                                              | 22 de juny de 2011      | 24 de desembre de 2023   |
| Tot i haver enllestit la màquina de salts temporals, els contres del projecte fan que es decideixi aturar els experiments i fer pública la troballa. Ja sense el pes dels experiments a sobre, l'equip es reuneix per celebrar l'avinentesa. Això posa cara a cara la Kurisu i la Suzuha, que mantenen una relació tensa. La Mayuri calma les coses fins que en Daru explica a la Suzuha que el seu ordinador està connectat amb la SERN. Al cap de pocs minuts, uns homes armats assalten el laboratori dirigits per algú que coneixen prou bé.                          | |                         |                          |
| 13 | Necrosi metafísica Keijijō no Nekurōshisu (形而上のネクローシス)                                                                                                   | 29 de juny de 2011      | 24 de desembre de 2023   |
| La Moeka ha assaltat el laboratori i ha matat la Mayuri d'un tret. Llavors apareix la Suzuha, que deixa els assaltants fora de combat. La Kurisu activa la màquina de salts temporals que acaba d'enllestir, i l'Okabe retrocedeix fins a unes hores abans de la tragèdia. Intenta buscar la Mayuri per salvar-li la vida, però sembla que la seva mort sigui inevitable. | |                         |                          |
| 14 | Necrosi de la mort cíclica Keijika no Nekurōshisu (形而下のネクローシス)                                                                                           | 6 de juliol de 2011     | 24 de desembre de 2023   |
| L'Okabe salta en el temps una vegada i una altra per salvar-li la vida a la Mayuri, però sempre l'acaben matant. Amb la intenció d'evitar que els ataquin, envia un missatge a la Moeka dient que té informació sobre la màquina. La Kurisu endevina que ha saltat en el temps i, després d'escoltar tota la història, decideix ajudar-lo. Tots dos junts elaboren una estratègia per salvar la Mayuri. | |                         |                          |
| 15 | La necrosi del cercle mort Bōkanjō no Nekurōshisu (亡環上のネクローシス)                                                                                           | 13 de juliol de 2011    | 24 de desembre de 2023   |
| La Suzuha revela a l'Okabe i a la Kurisu la seva identitat real i sota quines condicions viu la societat de l'any 2036. I també, el paper clau de la Kurisu i de l'Okabe en el futur. L'únic que pot aturar un règim totalitari seria aconseguir l'IBN 5100. Així, la Suzuha es disposa a viatjar al passat per buscar aquest ordinador antic, però la seva màquina del temps està espatllada. Mentre en Daru mira d'arreglar-la ràpidament, l'Okabe i la Mayuri intenten trobar el pare de la Suzuha amb un pin com a única pista.                                       | |                         |                          |
| 16 | La necrosi del sacrifici Fukagyaku no Nekurōshisu (不可逆のネクローシス)                                                                                           | 20 de juliol de 2011    | 31 de desembre de 2023   |
| L'Okabe rep un avís sobre el pare de la Suzuha. Les coses no surten com esperaven, però mentre enllesteixen el viatge a l'any 1975, la Mayuri descobreix qui és el pare de la Suzuha. Ara la Suzuha ja pot marxar esperançada i amb una voluntat més ferma. Hores més tard, l'Okabe i la seva colla reben una carta de la Suzuha en què els informa dels resultats de la missió i els dona una noticia tràgica que obliga l'Okabe a prendre una decisió dràstica que podria fer que el món canviés i que la Mayuri se salvés.                                             | |                         |                          |
| 17 | Complex de distorsió visual Kyozō Waikyoku no Konpurekkusu (虚像歪曲のコンプレックス)                                                                              | 27 de juliol de 2011    | 31 de desembre de 2023   |
| Les darreres accions tan sols han endarrerit la tragèdia de la Mayuri. Desesperat, l'Okabe consulta la Kurisu i dedueixen que només podran saltar a la línia d'univers beta si obtenen l'IBN-5100. Per fer-ho han d'anul·lar tots els D-mails enviats que han implicat canvis significatius. El primer, el de la Faris. L'Okabe es posa en marxa i, després d'una cadena d'esdeveniments, la Faris li confessa què va posar al D-mail i per què, i li comunica la seva decisió.                                                                                           | |                         |                          |
| 18 | Androgin fractal Jiko Sōji no Andorogyunosu (自己相似のアンドロギュノス)                                                                                           | 3 d'agost de 2011       | 31 de desembre de 2023   |
| El següent D-mail que cal desfer per anar a les línies d'univers beta és el que la Luka li va enviar a la seva mare mentre estava embarassada. En explicar-li que abans era un noi, l'Okabe només aconsegueix fer-li mal. A canvi de tornar a ser un home, ella li demana a l'Okabe que sigui el seu nòvio per un dia. | |                         |                          |
| 19 | Apoptosi infinita Mugen Rensa no Apotōshisu (無限連鎖のアポトーシス)                                                                                               | 10 d'agost de 2011      | 31 de desembre de 2023   |
| Per cada D-mail desfet, la mort de la Mayuri s'ajorna un dia, però continua sent inevitable. L'Okabe deixa la Mayuri amb la Kurisu i es posa a buscar la Moeka Kiryû, però acaba descobrint que es va suïcidar el 15 d'agost. Tan aviat com la Kurisu li confirma que la Mayuri és morta, l'Okabe salta en el temps fins a l'11 d'agost per intentar desfer el D-mail i salvar la seva amiga. | |                         |                          |
| 20 | Apoptosi venjada Ensa Danzetsu no Apotōshisu (怨嗟断絶のアポトーシス)                                                                                              | 17 d'agost de 2011      | 31 de desembre de 2023   |
| La col·laboració de la Moeka permet que l'Okabe rastregi l'IBN 5100 i qui hi ha darrere de les inicials F. B. Però també el porta a descobrir l'autèntica cara d'algú que potser no coneixia tant com es pensava. A més, sorgeix un dilema. Esborrar el primer D-mail de la base de dades de la SERN pot tenir unes conseqüències que el mateix Okabe no s'havia plantejat. Eliminant-lo podria salvar la Mayuri, però pot segar la vida d'una altra persona. | |                         |                          |
| 21 | L'esfondrament de la llei de la causalitat Ingaritsu no Meruto (因果律のメルト)                                                                                    | 24 d'agost de 2011      | 7 de gener de 2024       |
| L'Okabe, incapaç de prendre una decisió, acaba abocat a veure morir la Mayuri un altre cop. Després de tornar a saltar en el temps, ell finalment li confessa a la Kurisu les conseqüències de la situació: es veu obligat a triar qui morirà i qui no. Paral·lelament, la Mayuri també està preocupada per l'Okabe i d'alguna manera també està patint les conseqüències d'haver passat per tantes situacions traumàtiques. | |                         |                          |
| 22 | L'esfondrament de la paradoxa Sonzai Ryōkai no Meruto (存在了解のメルト)                                                                                           | 31 d'agost de 2011      | 7 de gener de 2024       |
| Després de buscar la Kurisu per tot arreu, l'Okabe la troba al terrat de l'edifici de Ràdio Kaikan. Es troben en una situació que sembla inevitable: potser s'hauran de dir adeu. La Kurisu ho té clar i demana insistentment a l'Okabe que faci el que calgui per salvar la Mayuri. Ara bé, tot plegat fa que siguin conscients dels seus sentiments. Els admetran? Al final, arriba el moment decisiu. I després, una trucada inesperada que ho remou tot. | |                         |                          |
| 23 | Més enllà dels límits Kyōkaimenjō no Shutainzu Gēto (境界面上のシュタインズゲート)                                                                                 | 7 de setembre de 2011   | 7 de gener de 2024       |
| Segons la Suzuha, en el futur d'aquesta línia d'univers esclatarà la Tercera Guerra Mundial i hi morirà molta gent. Demana ajuda a l'Okabe, que s'hi nega fins que s'assabenta que, per evitar la guerra, cal salvar la Kurisu i desplaçar-se a l'Steins Gate, l'única línia d'univers que no rep la influència del camp d'atracció. L'Okabe accepta i viatja en el temps amb la Suzuha. | |                         |                          |
| 24 | Punt d'assoliment Owari to Hajimari no Purorōgu (終わりと始まりのプロローグ)                                                                                       | 14 de setembre de 2011  | 7 de gener de 2024       |
| L'Okabe agafa l'espasa de llum química per fer-la servir durant l'operació Skuld i torna a viatjar al 28 de juliol amb la Suzuha. Quan apareixen la Kurisu i en Nakabachi, l'Okabe es veu forçat a prendre una decisió difícil i arriscada per salvar-li la vida a la seva amiga i aconseguir arribar a la incerta línia d'univers anomenada Steins Gate. | |                         |                          |
| 25 (OVA) | Poriomania egoista Ōkō Bakko no Poriomania (横行跋扈のポリオマニア)                                                                                                | 22 de febrer de 2012    | 7 de gener de 2024       |
| L'Okabe i la seva colla tenen l'oportunitat de viatjar als Estats Units per anar a una convenció. Un cop allà, el comportament erràtic de l'Okabe li complica la vida tant a ell com als seus amics. Per la seva banda, la Kurisu aprofita per anar-los a veure i per aclarir amb l'Okabe els seus dubtes en relació amb les línies d'univers. El motiu és que últimament té somnis que no s'explica, però que li semblen massa reals. D'altra banda, a l'Okabe li sembla veure la Suzuha...                                                                              | |                         |                          |
| 23β | La connexió perduda del pla fronterer Steins;Gate: Kyoukaimenjou no Missing Link - Divide By Zero (シュタインズ・ゲート境界面上のミッシングリンク-Divide By Zero-) | 2 de desembre de 2015   | 7 de gener de 2024       |
| La Suzuha arriba del futur per demanar-li a l'Okabe que l'ajudi a evitar la Tercera Guerra Mundial. Tot i que d'entrada es nega a implicar-s'hi, acaba acceptant en saber que evitant la guerra salvaria la Kurisu. La missió porta l'Okabe al dia que van assassinar la Kurisu i a descobrir en quines condicions va morir. Un fet que, a més de desesperar-lo, obliga fins i tot la Mayuri a demanar-li a la Suzuha que deixi de recórrer constantment a l'Okabe per a les seves missions. Nota: Versió alternativa de l'episodi 23. Serveix de pròleg de Steins;Gate 0 | |                         |                          |